# Богус
«Богус» (англ. Bogus) — фильм режиссёра Нормана Джуисона, снятый в Канаде в 1996 году.

## Сюжет
Фильм рассказывает историю мальчика по имени Альберт Франклин, сына цирковой артистки из Лас-Вегаса, которая погибла в автокатастрофе. Мальчик отправляется в Нью-Джерси к сводной сестре своей матери, Гарриет, которой трудно справиться с неожиданно появившимися у неё родительскими обязанностями. Альберт придумывает себе воображаемого друга по имени Богус, французского мага, который поддерживает мальчика. Постепенно и Гарриет, которая тоже может видеть Богуса, примиряется со своим новым положением.

## В ролях
- Вупи Голдберг — Гарриет
- Жерар Депардьё — Богус
- Хэйли Джоэл Осмент — Альберт Франклин
- Нэнси Трэвис — Лорен Франклин
- Андреа Мартин — Пенни
- Денис Мерсер — месье Антуан
- Уте Лемпер — Бабетт
- Шерил Ли Ралф — Рут Кларк
- Эл Уоксмэн — директор школы
- Фиона Рейд — школьная учительница
- Кевин Джексон — Боб Моррисон
- Дженнифер Подемски — артистка цирка

## Награды
За роль в этом фильме Вупи Голдберг была номинирована на антипремию «Золотая малина».